# Едвард Фенек Адамі
Едвард Фенек Адамі (англ. Edward Fenech Adami, нар. 7 лютого 1934, Біркіркара) — мальтійський політик і державний діяч.

## Біографія
Едвард Фенек Адамі народився 7 лютого 1934 в англійської колонії Мальта, у найбільшому місті острова Біркіркара. Після здобуття незалежності держави він працював у її керівних органах на провідних посадах.
Прем'єр-міністр Мальти в травні 1987 — жовтні 1996 і вересні 1998 — березні 2004. Президент Мальти з квітня 2004 по квітень 2009. Лідер Націоналістичної партії в 1977–2004, її голова в 1975–1977. Його наступником на посту прем'єр-міністра став Лоренс Гонзі.

## Нагороди
Крім нагород Мальти він також має нагороди та іноземних держав.
- Орден Короля Томіслава, Хорватія
- Орден Почесного легіону, Франція
- Орден «За заслуги перед Італійською Республікою», Італія
- Орден Трьох зірок, Латвія
- Орден Білого орла, Польща
- Орден Пія IX, Ватикан
- Орден князя Ярослава Мудрого I ст. (Україна, 9 липня 2008) — за визначний особистий внесок у розвиток українсько-мальтійських відносин[1]